# Sam and Friends
Sam and Friends was de eerste Muppet-poppenserie. De serie werd bedacht door Jim Henson en diens latere vrouw Jane, die tevens het poppenspel verzorgden. De serie werd van 1955 tot en met 1961 opgenomen in Washington D.C. en uitgezonden op de lokale zender WRC-TV. 
Er zijn slechts enkele afleveringen van het programma bewaard gebleven. Van sommige van de meespelende poppen bestaan alleen nog maar foto's.

## Geschiedenis
In de begintijd bestond Sam and Friends veelal uit clips waarin een personage op humoristische wijze populaire liedjes playbackte. Pas later begon Jim Henson te experimenteren met verschillende stemmen. Hoofdpersonage Sam heeft echter nooit gesproken. Hij was een kale mensachtige handpop met wijd openstaande ogen, grote oren en een dikke neus. Zijn "Friends" waren onder andere de (waarschijnlijk) oudste Muppet Pierre, de vraatzuchtige Yorick en een hagedisachtig wezen genaamd Kermit, die later langzaamaan zou evolueren in Kermit de Kikker.
In het programma zijn parallellen te vinden met zaken uit het latere werk van Henson. Zo tekende de pop Harry the Hipster lijnen op het beeldscherm door er alleen maar aan te denken, iets wat later veelvuldig voorkwam in Sesamstraat. Alleseter Yorick was een voorloper van onder andere Koekiemonster en Moldy Hay en een pop met een langgerekt geel hoofd vertoonden uiterlijke gelijkenissen met Bert en Ernie. Ook de sketch genaamd "Inchworm" – waarin een personage dat een worm dacht op te eten zelf werd opgepeuzeld – kwam meermaals terug in latere Henson-producties.
Jerry Juhl werd aan het einde van de serie toegevoegd als schrijver en poppenspeler. Hij zou uiteindelijk ongeveer veertig jaar voor de Muppets blijven schrijven.